# Mikael Sandklef
Mikael Henrik Sandklef, född 3 juli 1973 i Frillesås församling i Hallands län, är en svensk före detta fotbollsspelare.
Sandklefs moderklubb är Frillesås FF. Inför säsongen 2000 värvades han från Västra Frölunda IF till IFK Göteborg. Där spelade han fram till 2005 då han gick till Gais. Han avslutade karriären 2007.